# Edward Simmons (pintor)
Edward Emerson Simmons (1852-1931) fue un pintor impresionista estadounidense, también recordado por su obra mural.

## Biografía
Su padre era pastor unitario. Se graduó de la Universidad de Harvard en 1874, y fue alumno de Lefebvre y Boulanger en la Academia Julian de París, donde obtuvo una medalla de oro. En 1894, Simmons recibió el primer encargo de la Municipal Art Society, una serie de murales— Justice, The Fates y The Rights of Man —para el interior de la Criminal Courthouse en el N.º 100 de Center Street en Manhattan. Este tribunal es la rama penal de la Corte Suprema de Nueva York (el tribunal de primera instancia de Nueva York), donde muchos neoyorquinos sirven como jurados. Más tarde, Simmons decoró el hotel Waldorf Astoria de Nueva York, la Biblioteca del Congreso en Washington y la serie de murales "Civilización del Noroeste" en la rotonda del Capitolio del Estado de Minnesota en Saint Paul.
En el año 1914, viajó con Childe Hassam para ver las pinturas del desierto de Arizona del artista emergente de California Xavier Martinez en su estudio de Piedmont.
Simmons fue miembro de los Ten American Painters,  quienes, como grupo, se separaron de la Society of American Artists. También fue considerado un contribuyente al estilo conocido como American Renaissance, un movimiento posterior a la guerra civil estadounidense que enfatizó la relación de la arquitectura, la pintura, la escultura y el diseño de interiores.
Simmons publicó su autobiografía en 1922.

## Vandalismo de una de sus pinturas

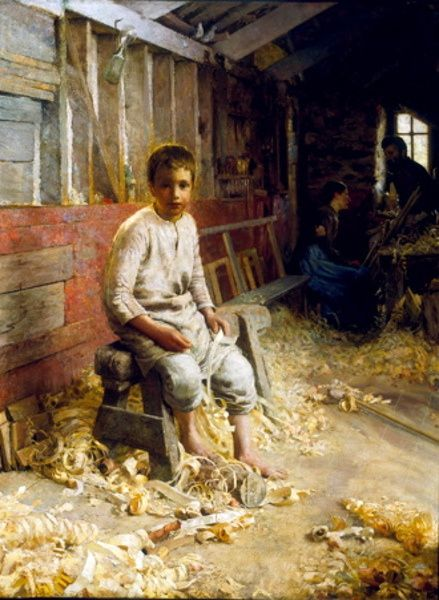
El hijo del carpintero de Edward Simmons 1888-89

En 1996, su pintura "El hijo del carpintero", ubicada en la Primera Iglesia Unitaria de New Bedford, Massachusetts, fue arrancada de la pared y cortada de su marco. La sección que representa a Jesús fue recortada y removida dejando el resto de la pintura tirada en el suelo. La sección perdida se encontró en 2006 enrollada detrás de un refrigerador cuando se estaba sacando de la cocina de la congregación. Entonces la pintura fue restaurada y se transfirió a la Casa y Museo del Jardín Rotch-Jones-Duff.

## Galería

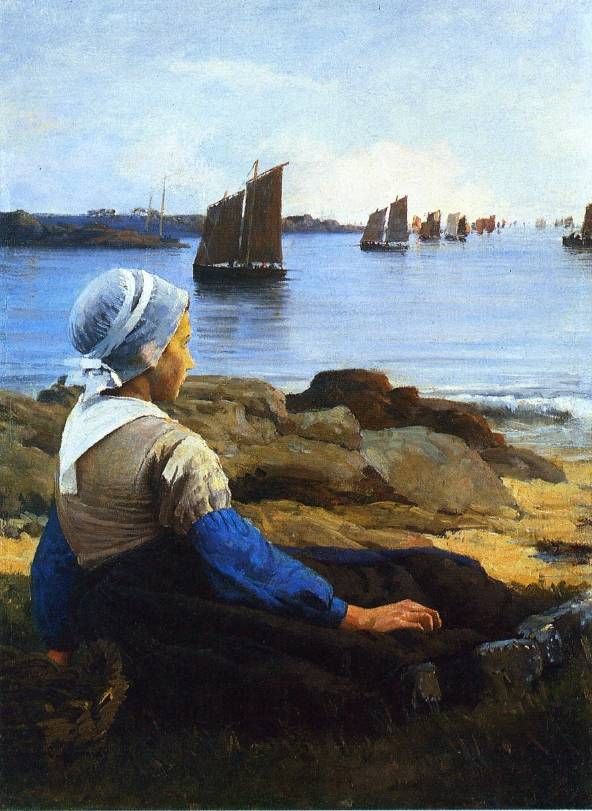
En espera de su regreso, 1884, colección privada.
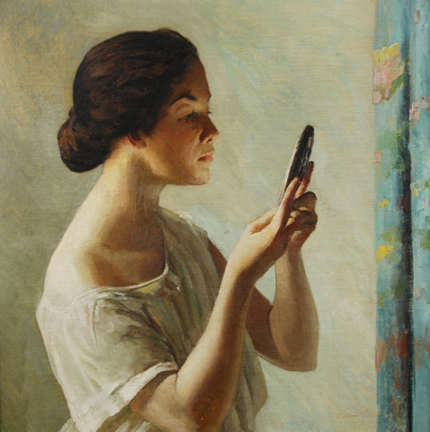
El reflejo
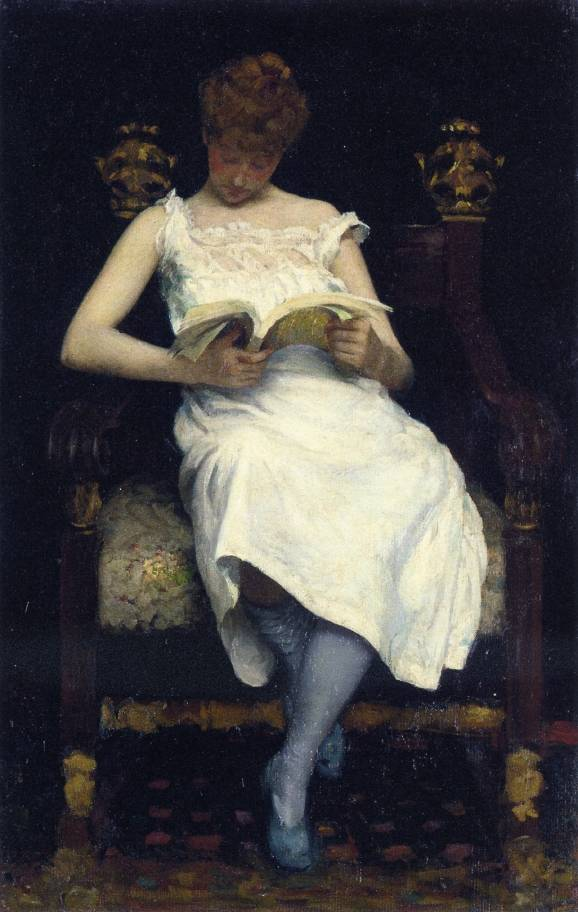
Chica leyendo 1893, colección privada.
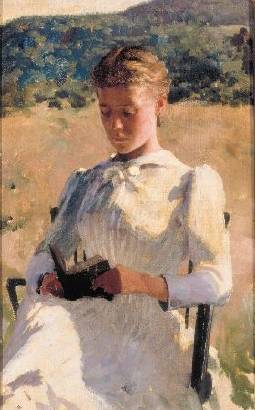
Wrześniowe popołudnie, 1892
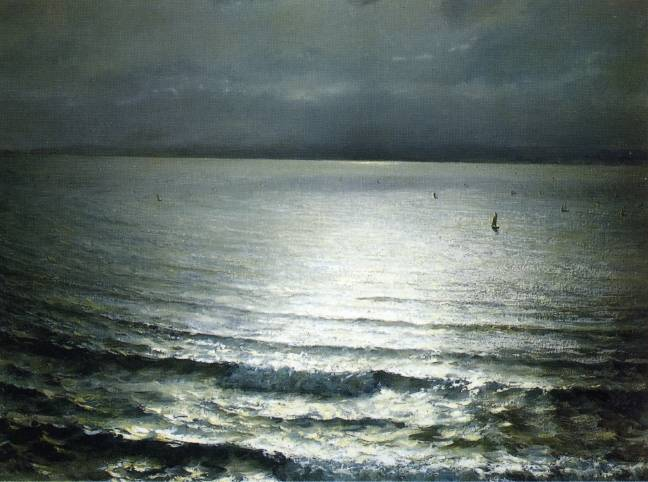
Noche
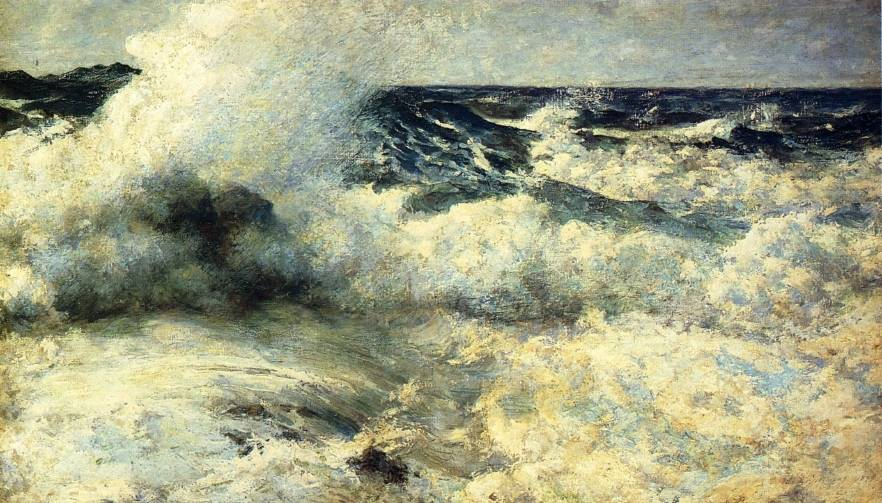
Alta mar, 1895
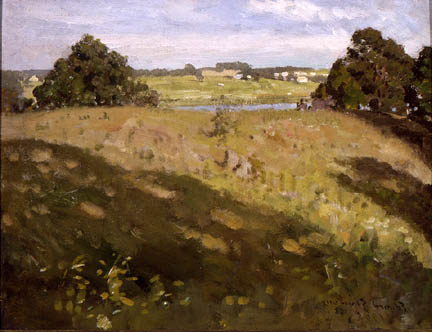
Tarde de julio de 1906
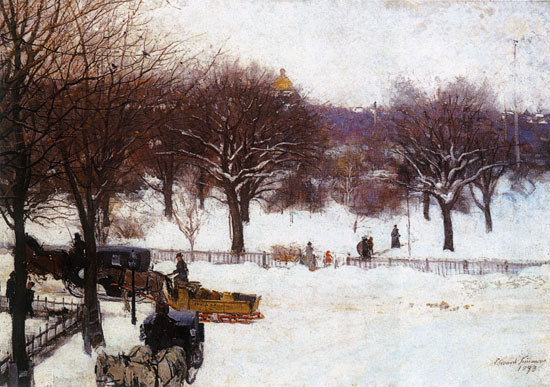
Jardines públicos de Boston, 1910